# Piero Drogo
Piero Drogo (1926. augusztus 8. – Bologna, 1973. április 28.) olasz autóversenyző.

## Pályafutása
1958-ban, a kubai Alfonso Gomez-Mena társaként rajthoz állt a Le Mans-i 24 órás versenyen. Kettősük negyvenöt kör megtétele után kiesett.
1960-ban részt vett a Formula–1-es világbajnokság olasz versenyén. A futamon a tizenötödik helyről rajtolt. Végül öt kör hátrányban a győztes Phil Hill mögött a nyolcadik helyen ért célba.
Közúti balesetben vesztette életét 1973. április 28-án.

## Eredményei

### Le Mans-i 24 órás autóverseny
| Év   | Csapat         | Autó          | Csapattárs         | Helyezés | Kiesés oka |
| ---- | -------------- | ------------- | ------------------ | -------- | ---------- |
| 1958 | Fernand Tavano | Ferrari 250TR | Alfonso Gomez-Mena | Kiesett  | Baleset    |

### Teljes Formula–1-es eredménylistája
(Táblázat értelmezése)

(Félkövér: pole-pozícióból indult; dőlt: leggyorsabb kört futott) 

| Év   | Csapat        | Modell        | Motor               | 1   | 2   | 3   | 4   | 5   | 6   | 7   | 8   | 9     | 10  | Helyezés | Pont |
| ---- | ------------- | ------------- | ------------------- | --- | --- | --- | --- | --- | --- | --- | --- | ----- | --- | -------- | ---- |
| 1960 | Antonio Creus | Maserati 250F | Maserati Straight-6 | ARG | MON | 500 | NED | BEL | FRA | GBR | POR | ITA 8 | USA | -        | 0    |

## Külső hivatkozások
- Profilja a grandprix.com honlapon (angolul)
- Profilja a statsf1.com honlapon (angolul)
- Profilja a driverdatabase.com honlapon (angolul)